# Eddie Deezen
Eddie Deezen (Cumberland, 6 de março de 1957) é um ator, dublador e comediante americano mais conhecido por suas peças onde ele é um personagem nerd entre os anos de 1970 e 1980, entre filmes como Grease 2, Midnight Madness, e Jogos de Guerra.

## Biografia
Deezen nasceu Edward Harry Dezen em Cumberland, Maryland, filho de Irma e Robert Dezen. Deezen começou com a se tornar um comediante stand-up, saindo para Hollywood em poucos dias depois de se formar no ensino médio, a fim de iniciar sua carreira. Como comediante, ele participou, pelo menos três vezes em The Comedy Store, embora eventualmente decidiu abandonar o stand-up. Deezen tentou pela última vez ser comediante, quando ele apareceu em um episódio de The Gong Show, em meados da década de 1970.

## Vida pessoal
Deezen é casado com Linda George. Vivem atualmente em Los Angeles, na Califórnia.
Deezen é um grande fã dos The Beatles, se intitulando como sendo o "maior fã". Sendo que a partir de maio de 2011, Deezen começou a escrever para a revista Mental floss, onde a maioria de seus artigos estão relacionados ao Beatles.